# A750 (Frankrijk)
De A750, oftewel L’Héraultaise, is een autosnelweg in het Zuid-Franse departement Hérault. Hij loopt vanaf de A75 bij Clermont-l'Hérault (het meer van Salagou) naar de N109 ter hoogte van Bel-Air. Laatstgenoemde gaat als voie express verder naar Montpellier.
De weg is nog niet voltooid. Vanaf Bel-Air rijdt men nog steeds via niet-autosnelwegen om de snelweg A9 te kunnen bereiken. Na voltooiing zal de weg ongeveer 38,5 kilometer lang worden. De voltooiing van de weg ten westen van Montpellier, de zogeheten Contournement Ouest de Montpellier is onzeker.